# 馬修斯·彭佐
馬修斯·彭佐（英語：Mathews Punza，1988年4月27日—）為尚比亞男子柔道運動員。他參加過2010年世界柔道錦標賽。
彭佐從6歲開始學習柔道，就讀Lilayi警察學校。成年後，他成為一個警官。
馬修斯·彭佐代表尚比亞參加2016年夏季奧林匹克運動會，為開幕典禮尚比亞入場的掌旗官。在66公斤級賽事中，他在第二輪擊敗了以色列的戈蘭·波拉克，之後在第三輪輸給斯洛維尼亞的艾德里安·剛伯。